# Partecipanti alla Super 8 Classic 2023
Elenco dei partecipanti alla Super 8 Classic 2023.
La Super 8 Classic 2023 è stata la dodicesima edizione della corsa. Alla competizione presero parte 19 squadre: 12 con licenza UCI World Tour 2023 e 7 UCI ProTeam.
Accreditati alla partenza 131 ciclisti.

## Corridori per squadra
Nota: R ritirato, NP non partito, FT fuori tempo, SQ squalificato
| Alpecin-Deceuninck       | Alpecin-Deceuninck       | Alpecin-Deceuninck       | AG2R Citroën Team   | AG2R Citroën Team   | AG2R Citroën Team   | Cofidis                | Cofidis                | Cofidis                |
| ------------------------ | ------------------------ | ------------------------ | ------------------- | ------------------- | ------------------- | ---------------------- | ---------------------- | ---------------------- |
| N°                       | Ciclista                 | Clas.                    | N°                  | Ciclista            | Clas.               | N°                     | Ciclista               | Clas.                  |
| 1                        | Mathieu van der Poel     | 1°                       | 11                  | Jordan Labrosse     | R                   | 21                     | Bryan Coquard          | 15°                    |
| 2                        | Silvan Dillier           | 44°                      | 12                  | Pierre Gautherat    | R                   | 22                     | Joshua Gudnitz         | R                      |
| 3                        | Søren Kragh Andersen     | 16°                      | 13                  | Antoine Raugel      | R                   | 23                     | Ilan Larmet            | R                      |
| 4                        | Senne Leysen             | R                        | 14                  | Lawrence Naesen     | R                   | 24                     | Christophe Noppe       | R                      |
| 5                        | David van der Poel       | R                        | 15                  | Oliver Naesen       | 24°                 | 25                     | Alexis Renard          | R                      |
| 6                        | Jakub Mareczko           | R                        | 16                  | Clément Venturini   | 21°                 | 26                     | Jelle Wallays          | R                      |
| 7                        | Gianni Vermeersch        | 6°                       | 17                  | Stan Dewulf         | 29°                 | 27                     | Alexandre Delettre     | 47°                    |
| Intermarché-Circus-Wanty | Intermarché-Circus-Wanty | Intermarché-Circus-Wanty | Jumbo-Visma         | Jumbo-Visma         | Jumbo-Visma         | Lidl-Trek              | Lidl-Trek              | Lidl-Trek              |
| N°                       | Ciclista                 | Clas.                    | N°                  | Ciclista            | Clas.               | N°                     | Ciclista               | Clas.                  |
| 31                       | Biniam Girmay            | NP                       | 41                  | Per Strand Hagenes  | 28°                 | 51                     | Jasper Stuyven         | 17°                    |
| 32                       | Aimé De Gendt            | 49°                      | 42                  | Lennard Hofstede    | R                   | 52                     | Daan Hoole             | 52°                    |
| 33                       | Dries De Pooter          | 46°                      | 43                  | Christophe Laporte  | 42°                 | 53                     | Emīls Liepiņš          | 31°                    |
| 34                       | Mike Teunissen           | 11°                      | 44                  | Lars Boven          | 4°                  | 54                     | Thibau Nys             | R                      |
| 35                       | Madis Mihkels            | 38°                      | 45                  | Owen Geleijn        | 35°                 | 55                     | Mads Pedersen          | R                      |
| 36                       | Arne Marit               | R                        | 46                  | Tim van Dijke       | 34°                 | 56                     | Tim Torn Teutenberg    | R                      |
| 37                       | Dylan Vandenstorme       | 45°                      | 47                  | Tosh Van Der Sande  | 32°                 | 57                     | Nils Aebersold         | R                      |
| Movistar Team            | Movistar Team            | Movistar Team            | Soudal Quick-Step   | Soudal Quick-Step   | Soudal Quick-Step   | Team Arkéa-Samsic      | Team Arkéa-Samsic      | Team Arkéa-Samsic      |
| N°                       | Ciclista                 | Clas.                    | N°                  | Ciclista            | Clas.               | N°                     | Ciclista               | Clas.                  |
| 61                       | Gonzalo Serrano          | 23°                      | 71                  | Yves Lampaert       | 43°                 | 81                     | Jenthe Biermans        | 18°                    |
| 62                       | Juri Hollmann            | R                        | 72                  | Warre Vangheluwe    | R                   | 82                     | Clément Russo          | R                      |
| 63                       | Mathias Norsgaard        | R                        | 73                  | Michael Mørkøv      | R                   | 83                     | Amaury Capiot          | R                      |
| 64                       | Abner González           | R                        | 74                  | Florian Sénéchal    | 9°                  | 84                     | Arnaud Démare          | R                      |
| 65                       | Lluís Mas                | R                        | 75                  | Stan Van Tricht     | R                   | 85                     | Donavan Grondin        | R                      |
| 66                       | Vinícius Rangel          | R                        | 76                  | Ethan Vernon        | R                   | 86                     | Daniel McLay           | R                      |
| 67                       | Johan Jacobs             | NP                       | 77                  | Jannik Steimle      | R                   | 87                     | Luca Mozzato           | 12°                    |
| Team DSM-Firmenich       | Team DSM-Firmenich       | Team DSM-Firmenich       | Team Jayco AlUla    | Team Jayco AlUla    | Team Jayco AlUla    | UAE Team Emirates      | UAE Team Emirates      | UAE Team Emirates      |
| N°                       | Ciclista                 | Clas.                    | N°                  | Ciclista            | Clas.               | N°                     | Ciclista               | Clas.                  |
| 91                       | Sam Welsford             | R                        | 101                 | Amund G. Jansen     | R                   | 111                    | Matteo Trentin         | 36°                    |
| 92                       | John Degenkolb           | 39°                      | 102                 | Luka Mezgec         | 8°                  | 112                    | Ryan Gibbons           | R                      |
| 93                       | Alexander Edmondson      | R                        | 103                 | Kelland O'Brien     | R                   | 113                    | Felix Groß             | R                      |
| 94                       | Nils Eekhoff             | R                        | 104                 | Lukas Pöstlberger   | R                   | 114                    | Álvaro Hodeg           | R                      |
| 95                       | Patrick Eddy             | R                        | 105                 | Adam Holm Jørgensen | R                   | 115                    | Michael Vink           | R                      |
| 96                       | Frank van den Broek      | 51°                      | 106                 | Hamish McKenzie     | R                   | 116                    | Vegard Stake Laengen   | R                      |
| 97                       | Pavel Bittner            | 22°                      | 107                 | Blake Quick         | R                   |                        |                        |                        |
| Bingoal WB               | Bingoal WB               | Bingoal WB               | Israel-Premier Tech | Israel-Premier Tech | Israel-Premier Tech | Lotto Dstny            | Lotto Dstny            | Lotto Dstny            |
| N°                       | Ciclista                 | Clas.                    | N°                  | Ciclista            | Clas.               | N°                     | Ciclista               | Clas.                  |
| 121                      | Marco Tizza              | R                        | 131                 | Giacomo Nizzolo     | 27°                 | 141                    | Victor Campenaerts     | 40°                    |
| 122                      | Louis Blouwe             | R                        | 132                 | Reto Hollenstein    | R                   | 142                    | Jasper De Buyst        | 14°                    |
| 123                      | Dimitri Peyskens         | 30°                      | 133                 | Omer Goldstein      | 26°                 | 143                    | Brent Van Moer         | 37°                    |
| 124                      | Michiel Lambrecht        | R                        | 134                 | Jakob Fuglsang      | 5°                  | 144                    | Frederik Frison        | R                      |
| 125                      | Luca Van Boven           | 33°                      | 135                 | Riley Sheehan       | R                   | 145                    | Arjen Livyns           | R                      |
| 126                      | Rémy Mertz               | R                        | 136                 | Guy Sagiv           | R                   | 146                    | Alec Segaert           | R                      |
| 127                      | Kenneth Van Rooy         | R                        | 137                 | Tom Van Asbroeck    | 20°                 | 147                    | Florian Vermeersch     | 3°                     |
| Team Flanders-Baloise    | Team Flanders-Baloise    | Team Flanders-Baloise    | TotalEnergies       | TotalEnergies       | TotalEnergies       | Tudor Pro Cycling Team | Tudor Pro Cycling Team | Tudor Pro Cycling Team |
| N°                       | Ciclista                 | Clas.                    | N°                  | Ciclista            | Clas.               | N°                     | Ciclista               | Clas.                  |
| 151                      | Elias Maris              | R                        | 161                 | E. Boasson Hagen    | R                   | 171                    | Nils Brun              | R                      |
| 152                      | Kamiel Bonneu            | 50°                      | 162                 | Maciej Bodnar       | R                   | 172                    | Robin Froidevaux       | R                      |
| 153                      | Sander De Pestel         | 25°                      | 163                 | Sandy Dujardin      | 10°                 | 173                    | Miká Heming            | R                      |
| 154                      | Jenno Berckmoes          | R                        | 164                 | Émilien Jeannière   | 13°                 | 174                    | Petr Kelemen           | R                      |
| 155                      | Gilles De Wilde          | 41°                      | 165                 | Lorrenzo Manzin     | R                   | 175                    | Simon Pellaud          | R                      |
| 156                      | Ward Vanhoof             | R                        | 166                 | Daniel Oss          | R                   | 176                    | Rick Pluimers          | 19°                    |
| 157                      | Vito Braet               | R                        | 167                 | Anthony Turgis      | 2°                  | 177                    | Séb. Reichenbach       | R                      |
| Uno-X Pro Cycling Team   |                          |                          |                     |                     |                     |                        |                        |                        |
| N°                       | Ciclista                 | Clas.                    |                     |                     |                     |                        |                        |                        |
| 181                      | Alexander Kristoff       | 7°                       |                     |                     |                     |                        |                        |                        |
| 182                      | Marcus Sander Hansen     | R                        |                     |                     |                     |                        |                        |                        |
| 183                      | Niklas Larsen            | R                        |                     |                     |                     |                        |                        |                        |
| 184                      | Søren Wærenskjold        | R                        |                     |                     |                     |                        |                        |                        |
| 185                      | Jonas Abrahamsen         | 48°                      |                     |                     |                     |                        |                        |                        |
| 186                      | Erik Resell              | R                        |                     |                     |                     |                        |                        |                        |
| 187                      | William Blume Levy       | R                        |                     |                     |                     |                        |                        |                        |